# Ewartithrips longirostrum
Ewartithrips longirostrum är en insektsart som först beskrevs av Jones 1912.  Ewartithrips longirostrum ingår i släktet Ewartithrips och familjen smaltripsar. Inga underarter finns listade i Catalogue of Life.